# Пинто (Мадрид)
Пинто (шп. Pinto (Madrid)) град је у Шпанији у аутономној заједници Заједница Мадрид. Према процени из 2017. у граду је живело 51463 становника.

## Становништво
Према процени, у граду је 2017. живело 51463 становника.
| 2017.  |
| ------ |
| 51.463 |